# Grønøy (Lindås)
Ne doit pas être confondu avec Grønøy.
Grønøy ou Litløyna est une île dans le landskap Sunnhordland du comté de Vestland. Elle appartient administrativement à Lindås.

## Géographie
Rocheuse et couverte d'arbres, elle s'étend sur environ 313 m de longueur pour une largeur approximative de 127 m. Elle compte trois habitations. 